# Агора (монета)

Монета в 10 агор, в обігу з 1985 року.

Агора́ (івр. אגורה, Аґора) — ізраїльська розмінна монета. Використовувалася з 1960 року як 1/100 ізраїльської ліри, з 22 лютого 1980 року — як 1/100 шекеля (так званого «старого шекеля»), з 4 вересня 1985 року понині — як 1/100 нового шекеля.
В обігу перебували монети номіналом 1, 5 і 10 агор. Монета вартістю 50 агор номінально зазначена як «1/2 шекеля» і тому належить до шекелів.
У 1992 році монета вартістю в одну агору була скасована в готівкових розрахунках, проте збережена як засіб безготівкових операцій..З 1 січня 2008 року монета в 5 агор поступово знімалася з обігу і з 1 січня 2011 року перестала прийматися готівкою, але збереглася в електронному обігу,.

## Походження назви
Назва для монети за пропозицією Академії івриту запозичено з Тори, де вживається вираз івр. אגורת כסף (агорат кесеф, у Синодальному перекладі — як «срібная гера»).